# Mimolophia ivorensis
Mimolophia ivorensis är en skalbaggsart som beskrevs av Stefan von Breuning 1968. Mimolophia ivorensis ingår i släktet Mimolophia och familjen långhorningar. Inga underarter finns listade i Catalogue of Life.